# Callibracon moorei
Callibracon moorei är en stekelart som beskrevs av Donald L.J. Quicke och Austin 1994. Callibracon moorei ingår i släktet Callibracon och familjen bracksteklar. Inga underarter finns listade.